# Gyerekjáték (film, 2007)
A Gyerekjáték (eredeti cím: The Game Plan) 2007-ben bemutatott amerikai filmvígjáték, amelyet Andy Fickman rendezett. A főbb szerepekben Dwayne "The Rock" Johnson, Madison Pettis és Kyra Sedgwick látható.
Ez volt az utolsó film, amelyet a Buena Vista Pictures terjesztésében jelent meg, a Disney ebben az évben ugyanis "nyugdíjba küldte" a Buena Vista márkanevet. Ez továbbá az utolsó olyan film, amelyben Dwayne Johnson a művésznevével jelenik meg.

## Rövid történet
A főszerepben egy profi hátvéd áll, aki felfedezi, hogy az előző kapcsolatából van egy nyolc éves kislánya.

## Szereplők
| Színész                   | Szerep                 | Magyar hang         |
| ------------------------- | ---------------------- | ------------------- |
| Dwayne "The Rock" Johnson | Joseph "Joe" Kingman   | Galambos Péter      |
| Madison Pettis            | Peyton Kelly           | Talmács Márta       |
| Roselyn Sánchez           | Monique Vasquez        | Csondor Kata        |
| Kyra Sedgwick             | Stella Peck            | Spilák Klára        |
| Morris Chestnut           | Travis Sanders         | Barabás Kiss Zoltán |
| Paige Turco               | Karen Kelly            | Kovács Nóra         |
| Hayes MacArthur           | Kyle Cooper            | Varga Rókus         |
| Brian J. White            | Jamal Webber           | Szabó Máté          |
| Jamal Duff                | Clarence Monroe        | Faragó András       |
| Lauren Storm              | Cindy, a dajka         |                     |
| Gordon Clapp              | Mark Maddox edző       | Juhász György       |
| Kate Nauta                | Tatianna               | Németh Borbála      |
| Robert Torti              | Samuel "Sam" Blake Jr. | Bartucz Attila      |
| Elizabeth Chambers        | Kathryn                |                     |

## Fogadtatás
A Rotten Tomatoes oldalán 28%-ot szerzett, 102 kritika alapján, és 4.61 pontot szerzett a tízből. Az oldalon látható összefoglaló szerint "The Rock bája ellenére mégis csak egy sablonos Disney-vígjátékról van szó. A Metacritic oldalán 44 pontot szerzett a százból, 23 kritika alapján. A CinemaScore oldalán átlagos minősítést kapott.

## További információ
- Hivatalos oldal
- Gyerekjáték a PORT.hu-n (magyarul)
- Gyerekjáték az Internet Movie Database-ben (angolul)
- Gyerekjáték a Rotten Tomatoeson (angolul)
- Gyerekjáték a Box Office Mojón (angolul)